# Harina Atta
Atta (hindi आट्टा, urdu آٹا) es una harina de trigo, proveniente del subcontinente indio, utilizada para hacer panes planos como chapati, roti, naan, paratha y puri.
Este tipo de harina se produce normalmente a partir de granos de trigo harinero (Triticum aestivum) que tienen un alto contenido de gluten, que les proporciona mayor elasticidad, así la masa hecha con harina de Atta es más fuerte y se puede enrollar en una capa fina.